# Autoroute A19 (France)
Pour les articles homonymes, voir A19.
Pour la section la plus récente, voir Autoroute française A19 (section Artenay-Courtenay).
L’autoroute A19 est une autoroute française reliant l’A5 à l’A10 entre Sens dans le département de l’Yonne et Artenay dans le département du Loiret. Elle s'inscrit dans le plan du grand contournement de Paris. A19 est couvert par Autoroute Info (avant Courtenay) et Radio Vinci Autoroutes (après Courtenay) en 107.7FM.

## Présentation
Une première section de l'autoroute a été ouverte en 1993 et a servi de fin d'autoroute pour l'A5 en attendant l'ouverture de la section Sens-Troyes. Elle a servi, après l'ouverture de la section Sens-Troyes de l'A5, de voie d'accès à la ville de Sens. Dans la foulée, la construction de l'autoroute entre Sens et Courtenay (plus précisément Piffonds dans l’Yonne) a été réalisée avec ouverture du tronçon en 1997.
Au terme de la réalisation, le trafic entre Orléans et Courtenay sur l'ancienne RN 60 avait augmenté, notamment concernant les camions. C'est pourquoi il a été décidé, au cours des années 2000, de réaliser une liaison entre l'autoroute A6 à Courtenay et l'autoroute A10 à Artenay. Construite par Arcour (Vinci), exploitée par Cofiroute, l'ouverture de cette liaison de 101 km est réalisée le 16 juin 2009.
L'exploitation de l'autoroute est partagée entre APRR sur la section Sens-Courtenay et Cofiroute sur la section Courtenay-Artenay. Pour un coût estimé à 595 millions d'euros lors du lancement des travaux, l'autoroute fut finalisée pour 840 millions d'euros. Sur ce montant, 80 millions d'euros ont été apportés sur fonds publics (40 millions d'euros de l'État via l'Agence de financement des infrastructures de transport de France, 18,4 millions d'euros de la Région Centre, 16,6 millions d'euros du Conseil général du Loiret en particulier),.

## Historique

### De Sens à Courtenay
- L'autoroute est gérée par la société Autoroutes Paris-Rhin-Rhône (APRR). C'est une autoroute payante à 2 × 2 voies. Elle est longue de 30 km.

- 1993 : mise en service de la section A160-A5 (Sens)-RN 6 de 5 km (future A19) ;
- 1997 : mise en service de la section Sens-Courtenay de 25 km ;

### De Courtenay à Artenay
La maîtrise d'ouvrage Vinci Concessions est pilotée par Hervé Tricot, directeur général, et Gérard Khodja, directeur technique.
Les travaux sont réalisés par le groupement SOCALY dont le directeur est Claude Moulin.

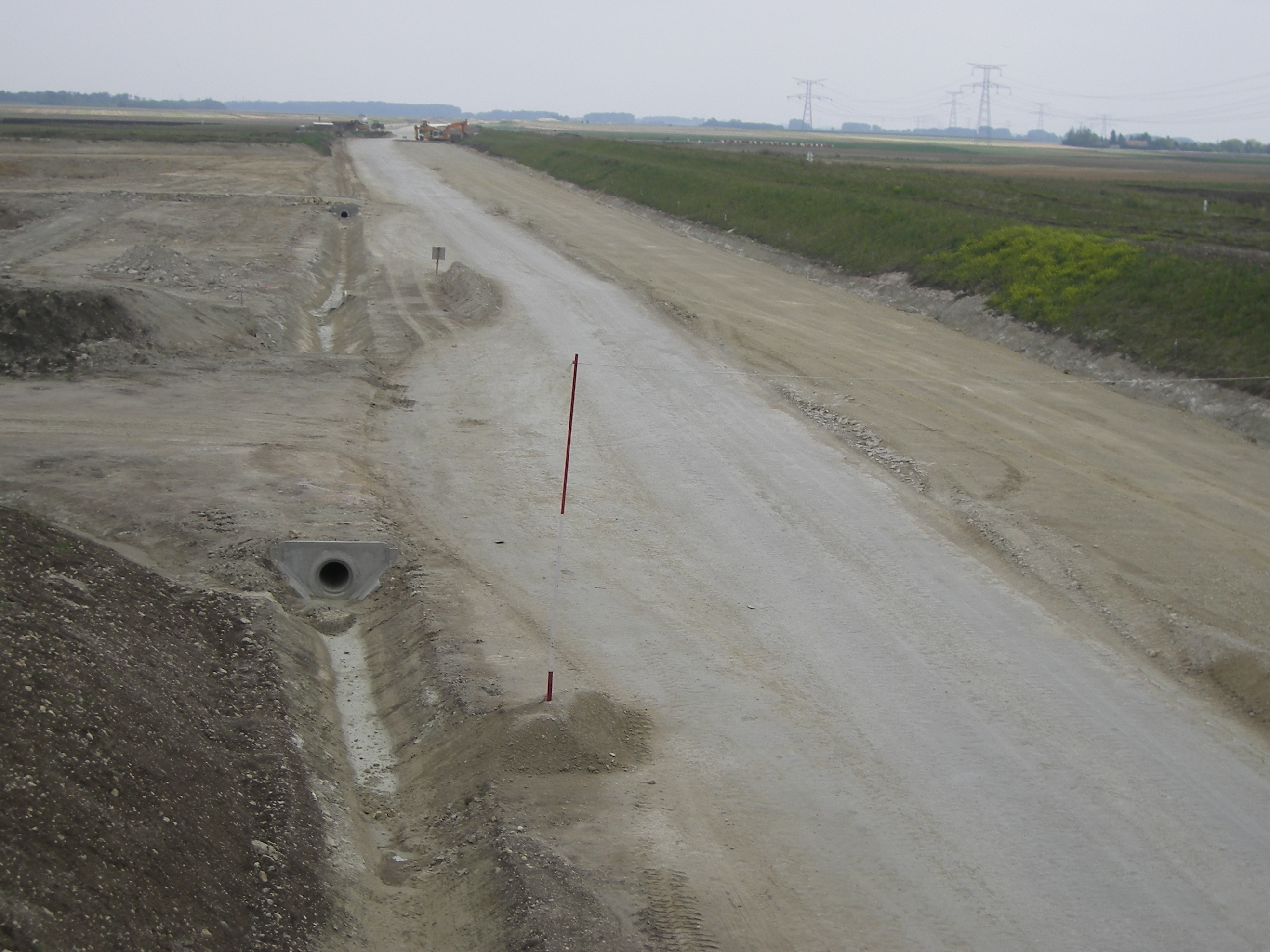
En construction, en août 2007, entre Bouzonville-aux-Bois et Ascoux, vers l'ouest.

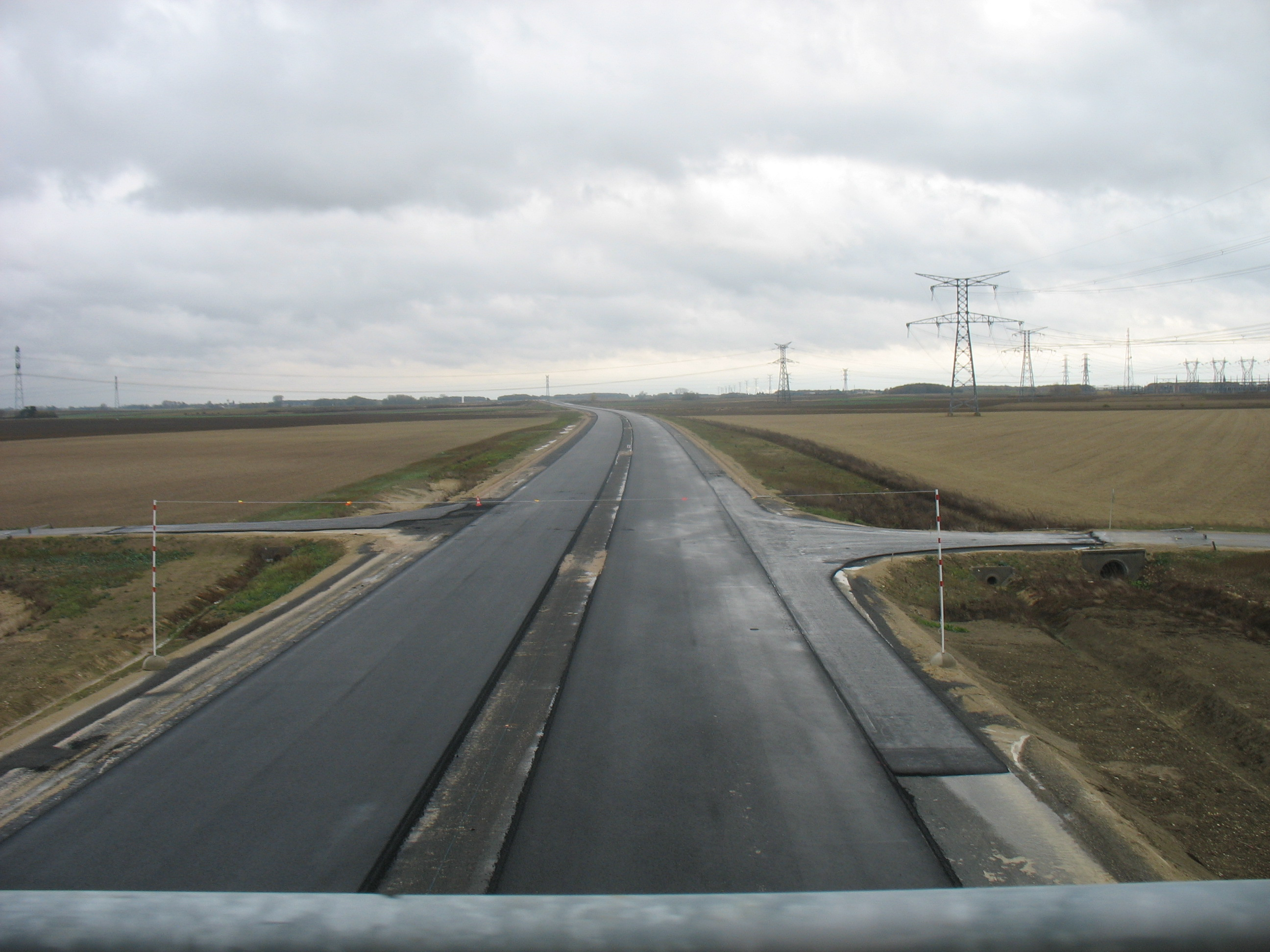
En construction, en novembre 2008, à Boynes dans le sens Artenay-Courtenay.

De mars 2006 à juin 2007, des fouilles d'archéologie préventive de l'Inrap sont réalisées. Elles permettent de retrouver des traces d'homme remontant au paléolithique et allant jusqu'à la fin du Moyen Âge. Un documentaire décrivant ces découvertes a été réalisé.
Le 29 septembre 2006, les travaux de construction du tronçon sont officiellement lancés.
Le 8 juin 2009, Dominique Bussereau, alors secrétaire d'état chargé des transports du gouvernement de François Fillon inaugure le nouveau tronçon à Fontenay-sur-Loing en présence de Pierre Coppey, PDG de Cofiroute et d'Arcour, filiale de la société VINCI concessionnaire de l'A19 pour 65 ans.
L'autoroute est mise en service le 16 juin 2009 à midi. En reliant Courtenay à Sougy, elle permet de relier les autoroutes A5, A6, A77 et A10. Quatre années de travaux (4 mois en avance sur le calendrier prévisionnel) et 847 millions d'euros auront été nécessaires pour achever les 101 km du tronçon. L'exploitation est confiée à Cofiroute.
La section traverse 45 communes, 43 dans le Loiret et 2 dans l'Yonne. Elle traverse la Beauce au nord de la Forêt d'Orléans.

## Parcours
Section concédée à APRR et payante.
- Échangeur entre A5 et A19 : Montereau-Fault-Yonne, Fontainebleau, Paris - est, Troyes, Metz- Nancy (A4)
  -  Début de l'autoroute A19.
  -   2 × 2 voies et limitation 130 km/h.
- 1 Saint-Denis-lès-Sens à 4 km : Sens - centre, Provins, Pont-sur-Yonne, Nogent-sur-Seine
  -  Pont sur l'Yonne, par le Viaduc sur l'Yonne.
  -  Aire de service de Villeroy (dans les deux sens)
- 2 Villeneuve-la-Dondagre à 18 km : Subligny, Paron, Saint-Valérien, Sens - Rive-Gauche

Section concédée à APRR et Arcour et payante.
- Échangeur entre A6 et A19 (Échangeur de Courtenay) à 30 km : Auxerre, Lyon, Dijon, Courtenay - est, Paris - sud
  -   110 km/h sur l'échangeur.
  -   90 km/h. Réduction à 1 voie.
  -   130 km/h après l'échangeur.

Section concédée à Arcour et payante. (L'Éco Autoroute)

Passage du département de l'Yonne à celui du Loiret. Passage de la région de Bourgogne-Franche-Comté à celui du Centre-Val-de-Loire.
- 3 Savigny-sur-Clairis à 31 km : Sens, Savigny-sur-Clairis, Villeneuve-sur-Yonne
- 4 Saint-Hilaire à 36 km : Montargis, Saint-Hilaire, Courtenay - ouest (demi-échangeur, depuis et vers Artenay)
  -  Aires de repos de Chantecoq (sens  Sens-Artenay),  de Philippe Rossi (sens Artenay-Sens)
- 5 Fontenay-sur-Loing à 55 km : Montargis - nord, Châlette-sur-Loing, Ferrières-en-Gâtinais, Fontenay-sur-Loing
  -  Viaduc sur le Loing.
  -  Aires de repos de la Vallée du Loing (sens  Sens-Artenay),  de Cepoy (sens Artenay-Sens)
- Échangeur entre A77 et A19 à 63 km : Paris (A6), Fontainebleau, Nevers, Montargis - centre
- 6 Auxy à 79 km : Malesherbes, Bellegarde, Beaune-la-Rolande, Beaumont-du-Gâtinais, Auxy +  Aire de service de Loiret (dans les deux sens)
- 7 Escrennes à 100 km : Fontainebleau, Pithiviers, Neuville-aux-Bois, Escrennes
  -  Aires de repos de Teillay (sens  Sens-Artenay),  de Mauregard (sens Artenay-Sens)
  -  110 km/h avant l'échangeur.
- Échangeur entre A10 et A19 à 129 km : Bordeaux, Orléans, Chartres, Artenay, Paris (A6)

## Équipements

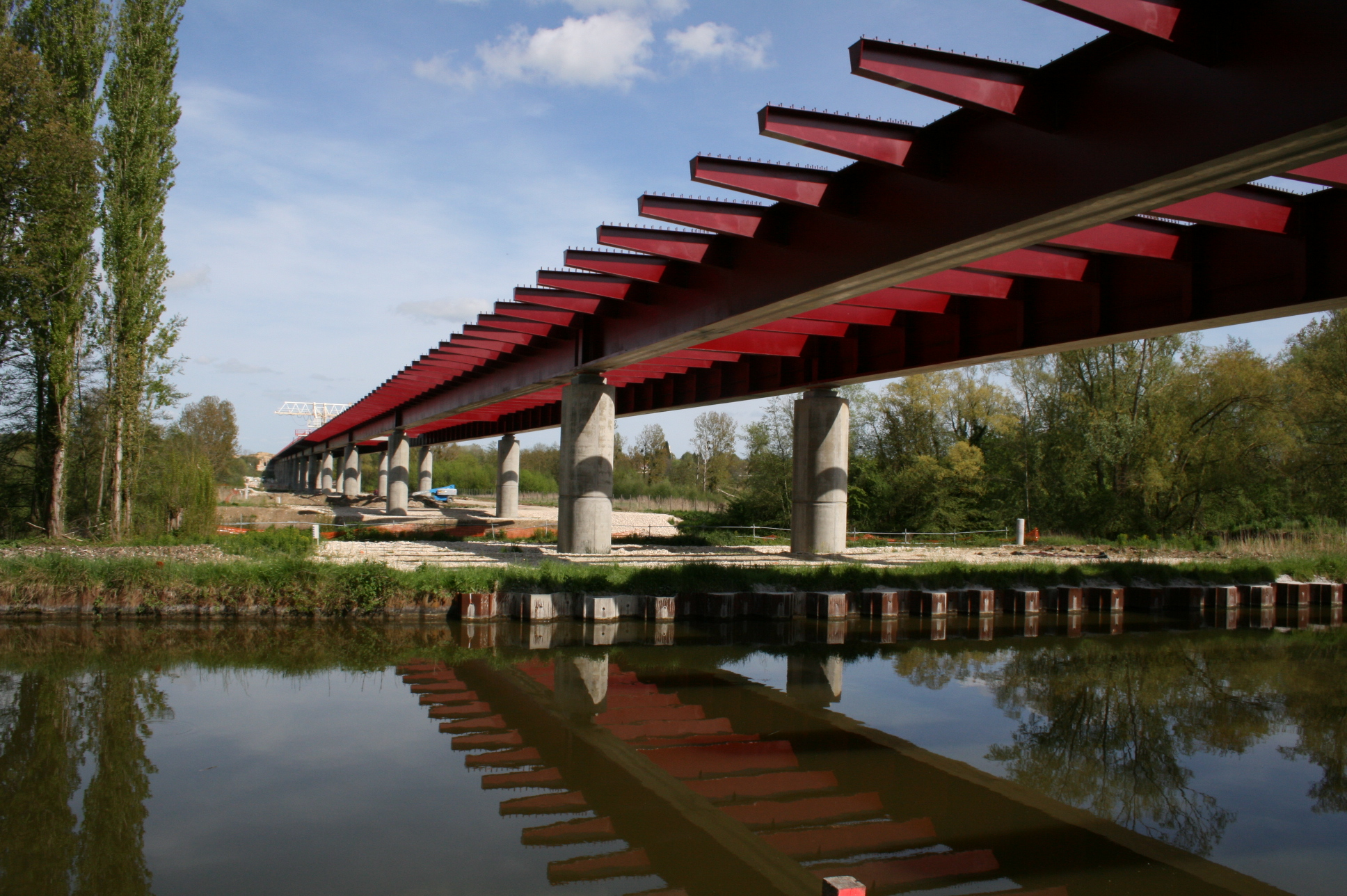
Le viaduc sur le Loing en construction, le 11 mai 2008.

Le tronçon a été équipé de 108 bassins destinés à filtrer les eaux polluantes, de 9 km de mur-antibruit, d'une bande d'arrêt d'urgence continue, de plus de 100 passages pour animaux et de 103 ponts, dont un viaduc à tablier double en ossature mixte de type bipoutre d'un kilomètre de long franchissant le Loing,.
Le centre d'exploitation est situé à Fontenay-sur-Loing.

## Expérimentation
Dans le sens Courtenay-Artenay, la ligne séparant la bande d'arrêt d'urgence des voies de circulation est continue. Dans l'autre sens, la ligne reste discontinue afin de permettre des comparaisons. Un système de lasers et de radars recueille les données de franchissement et servira de base pour améliorer la sécurité routière.

## Vecteur de développement économique
L'A19 va permettre l'aménagement de près de 500 hectares de parcs d'activités (logistique et autre) à proximité des échangeurs d'Artenay, de Pithiviers, de Montargis et de Courtenay.

## Ouvrages d'art
- Viaduc de l'Yonne
- Passage supérieur de l'aire de services de Villeroy
- Viaduc du Loing

## Lieux sensibles
Les zones sensibles ne concernent que les échangeurs autoroutiers avec les autoroutes françaises A10, A77 et A6 lors des départs ou retours de vacances.

## Divers

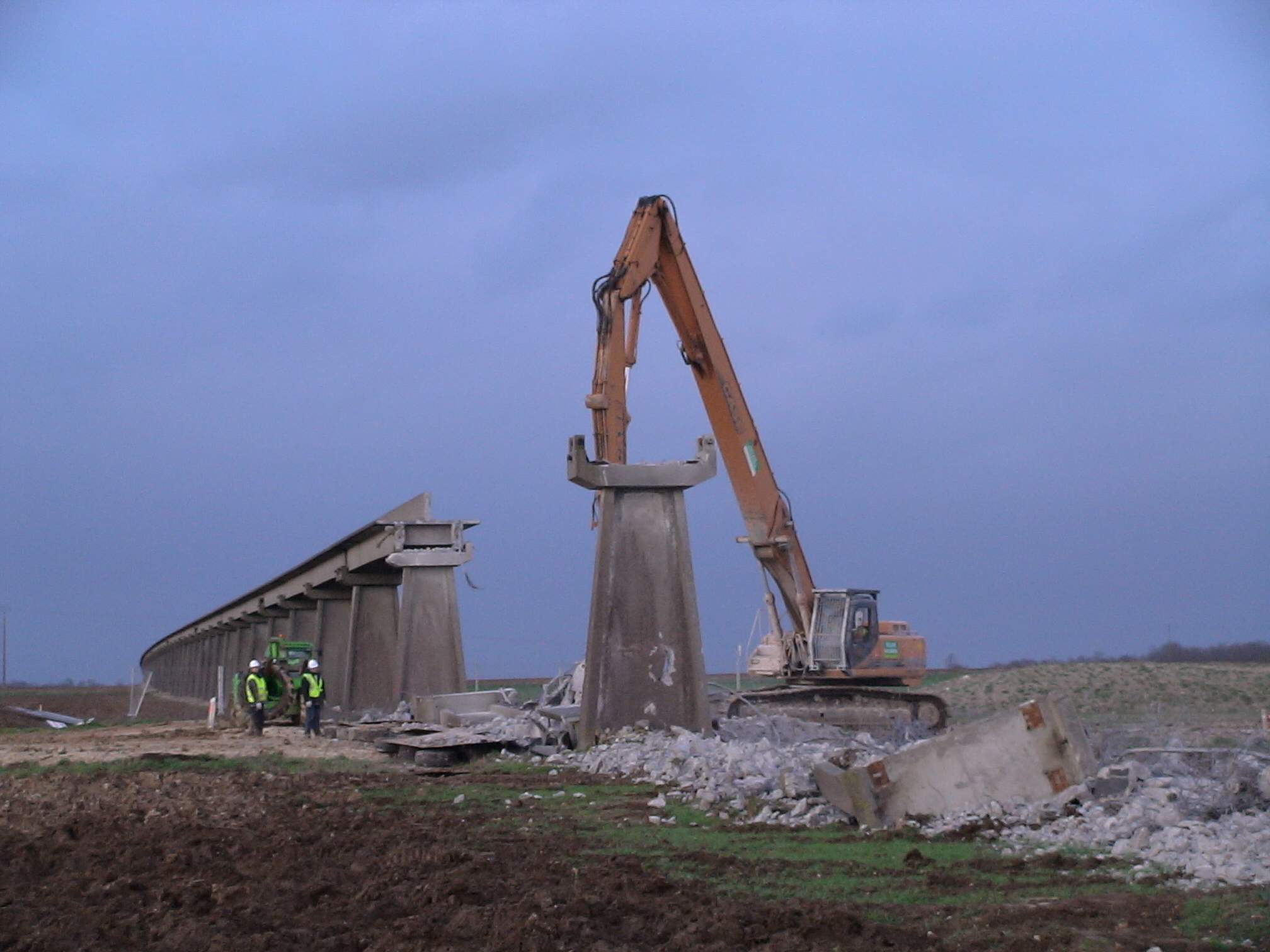
Le rail de l'aérotrain sur le chantier de l'A19.

En février 2007, la construction de l'autoroute A19 a nécessité la destruction de 120 mètres de voie de l'aérotrain. La section de la Voie d'essai de l'aérotrain d'Orléans supprimée est située entre le point géographique 48° 02′ 46″ N, 1° 53′ 03″ E (côté nord) et 48° 02′ 42″ N, 1° 53′ 03″ E (côté sud).
Les 16 et 17 mai 2009, l'A19 a été ouverte au public qui pouvait l'emprunter à pied, roller ou vélo.
Il s'agit d'une des autoroutes les plus chères et les moins fréquentées de France.